# مالچا
مالچا (به صربی: Malča) یک منطقهٔ مسکونی در صربستان است که در Pantelej واقع شده‌است. مالچا ۱۴٫۶۰ کیلومتر مربع مساحت و ۱٬۰۳۰ نفر جمعیت دارد و ۳۸۸ متر بالاتر از سطح دریا واقع شده‌است.